# Кинделешть
Кинделешть, Кинделешті (рум. Cândelești) — село у повіті Олт в Румунії. Входить до складу комуни Топана.
Село розташоване на відстані 132 км на захід від Бухареста, 48 км на північ від Слатіни, 81 км на північний схід від Крайови, 123 км на південний захід від Брашова.

## Населення
За даними перепису населення 2002 року у селі проживали 189 осіб, усі — румуни. Усі жителі села рідною мовою назвали румунську.